# Kanton Sancoins
Kanton Sancoins (francouzsky Canton de Sancoins) je francouzský kanton v departementu Cher v regionu Centre-Val de Loire. Tvoří ho 11 obcí.

## Obce kantonu
- Augy-sur-Aubois
- Chaumont
- Givardon
- Grossouvre
- Mornay-sur-Allier
- Neuilly-en-Dun
- Neuvy-le-Barrois
- Sagonne
- Saint-Aignan-des-Noyers
- Sancoins
- Vereaux